# تاريخ الإسلام في جنوب إيطاليا

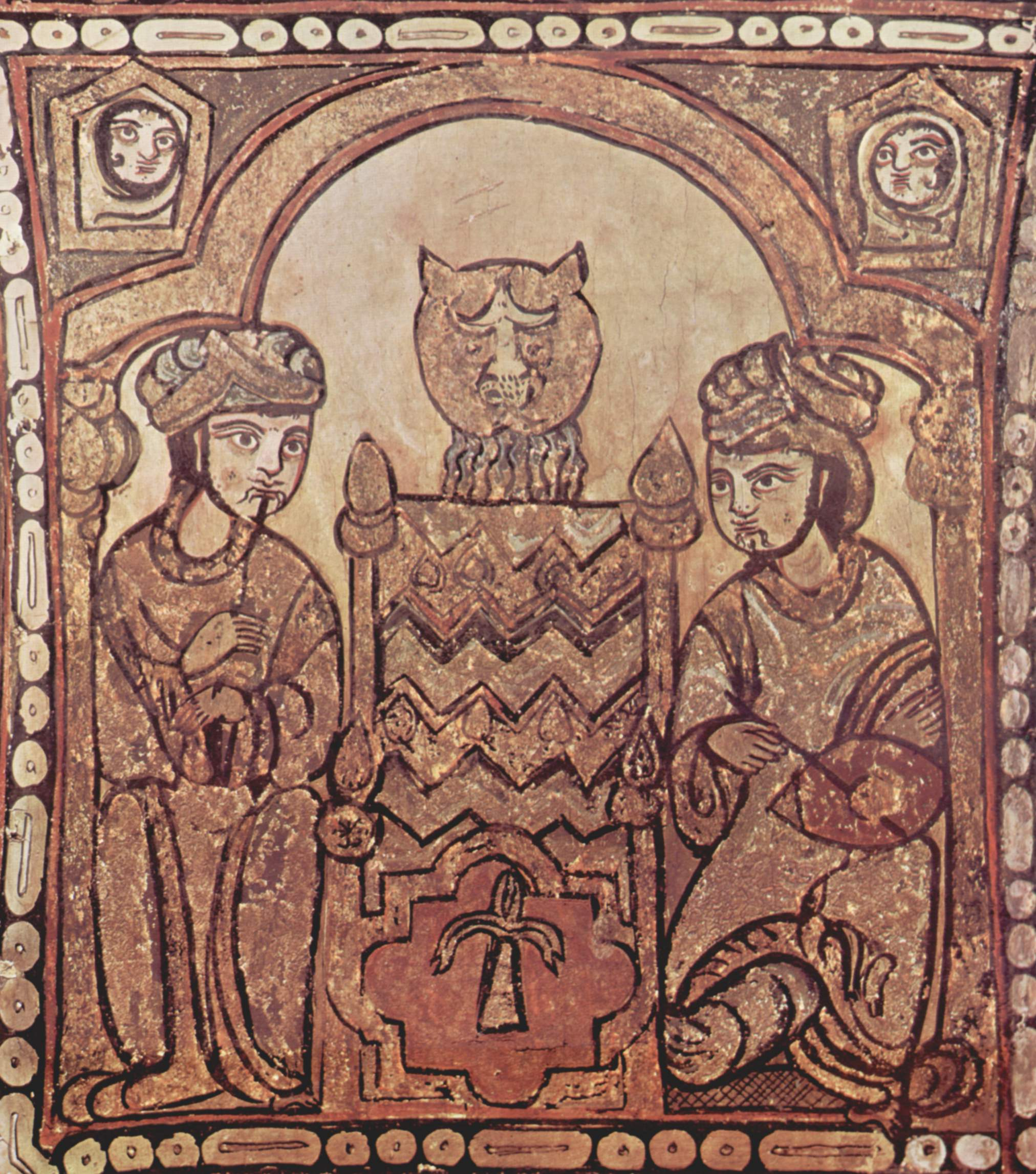
لوحة رسمت لملوك النورمان (حوالي 1150 م) في بالاتسو دي نورماني والذي كان أصلًا قصر الإمارة أيام حكم بني كلب في باليرمو

كان الحكم الإسلامي لجزيرتي صقلية ومالطا جزءًا من عملية بدأت في القرن التاسع الميلادي. بدأ الحكم الإسلامي في جزيرة صقلية عمليًا منذ عام 902 بينما استمر حكم الجزيرة كاملة بين عامي 965-1061 وإن لم تسقط آخر المدن الإسلامية في الجزيرة حتى عام 1091 خلال التوسع النورماني في جنوب إيطاليا.
كان غزو صقلية وإعادة الغزو المسيحي النورماني للجزيرة حدثًا هامًا في تاريخ الإسلام في جنوب إيطاليا. أسست غزوات النورمان الكاثوليكية الرومانية في المنطقة، مستبدلة الكنيسة الشرقية التي سادت في الجزيرة منذ أيام الحكم البيزنطي ومرورًا بفترة الحكم الإسلامي. انتشر التحول الديني والذي تماشى مع إعادة اللاتينية للمنطقة، مما إدى إلى اختفاء الإسلام من الجزيرة بحلول العقد 1280.

## الفتوحات الإسلامية الأولى على صقلية (652-827)
كانت أولى الفتوحات الإسلامية في صقلية والتي كانت جزءًا من الإمبراطورية الرومانية الشرقية في عام 652. كان هؤلاء المجاهدين المسلمون جزءًا من جيش الخليفة معاوية بن أبي سفيان الأموي وبقيادة معاوية بن حديج من قبيلة كندة؛ بقيت تلك القوة على الجزيرة لعدة سنوات. حاول أوليمبيوس حاكم الولاية البيزنطية في رافينا طرد الغزاة من صقلية ولكنه فشل. بعد فترة وجيزة عاد العرب إلى بلاد الشام بعد جمع كمية كبيرة من الغنائم.
جرت الحملة الثانية على صقلية في عام 669. في هذه المرة هاجمت قوة كبيرة من 200 سفينة الجزيرة قادمة من الإسكندرية. أغارت القوة على سرقوسة وعادوا إلى مصر بعد شهر من الغزو. بعد اكتمال الفتح الأموي في أفريقيا (حوالي عام 700)، تكررت هجمات الأساطيل الإسلامية في 703 و728 و729 و730 و731 و733 و734. واجه البيزنطيون آخر هجمتين عربيتين بمقاومة كبيرة.
تم إطلاق أول حملة حقيقية لفتح الجزيرة عام 740م. في ذلك العام استولى الأمير حبيب بن أبي عبيدة على سرقوسة وكان له أن شارك في غزوة عام 728. على الرغم من استعدادهم للاستيلاء على الجزيرة بأكملها، أجبروا على العودة إلى تونس لثورة الأمازيغ. هدف هجوم ثان في 752 إلى غزو نفس المدينة.
عام 805، وقع الحاكم الإمبراطوري لصقلية - قسطنطين - هدنة لعشر سنوات مع إبراهيم بن الأغلب أمير إفريقية، ولكن هذا لم يمنع الأساطيل المسلمة الأخرى من مناطق أخرى من أفريقيا وإسبانيا من مهاجمة سردينيا وكورسيكا في 806 -821. في 812، أرسل إبراهيم ابنه عبد الله على رأس قوة لغزو صقلية. تعرض ذلك الأسطول للمضايقة بعد تدخل جيتا وأمالفي ودمر لاحقًا بسبب عاصفة. مع ذلك تمكن من احتلال جزيرة لامبيدوزا وغزو بونزا وإسكيا في البحر التيراني. أقامت اتفاقية أخرى بين حاكم الجزيرة الجديد غريغوريوس والأمير حرية التجارة بين جنوب إيطاليا وإفريقية. بعد هجوم آخر في عام 819 بقيادة محمد بن عبد الله ابن عم الأمير زيادة الله لم تكن هناك أي هجمات إسلامية على صقلية موثقة حتى عام 827.

## صقلية

### غزو صقلية (827-902)

#### فيمي وأسد
استمرت حملة السيطرة الإسلامية على صقلية وأجزاء من جنوب إيطاليا 75 عامًا. وفقًا لبعض المصادر، كان الغزو بناء على تحفيز من فيمي القائد البيزنطي الذي خشي عقاب الإمبراطور ميخائيل الثاني لحماقة جنسية قام بها. بعد غزو لم يعمر لسرقوسة، أعلن إمبراطورًا ولكن القوات الموالية للإمبراطور البيزنطي أجبرته على الفرار إلى أفريقيا إلى بلاط زيادة الله. وافق الأخير على غزو صقلية، مع وعد بتركها لفيمي مقابل جزية سنوية، وعهد بالحملة للقاضي أسد بن الفرات ذو السبعين عامًا. بلغت القوة الإسلامية 10,000 من المشاة و700 من الفرسان و100 سفينة معززين بسفن فيمي إصافة إلى فرسانه الذين انضموا للحملة بعد رسو السفن في مازارا ديل فالو. دارت أولى المعارك ضد القوات البيزنطية في 15 يوليو 827 بالقرب من مازارا وانتهت بانتصار الأغالبة.
نتيجة لذلك نجح أسد في غزو الساحل الجنوبي من الجزيرة وحاصر سرقوسة. بعد عام من الحصار ومحاولة تمرد، نجحت قواته في هزيمة جيش كبير أرسلته باليرمو مدعومًا بأسطول البندقية بقيادة الدوق جوستنيانو بارتيتشبازيو. تراجع المسلمون رغم ذلك إلى قلعة مينيو بعد أن ذهب الطاعون بالعديد من جنودهم فضلًا عن ابن الفرات ذاته. عاودت القوات المسلمة الهجوم لاحقًا لكنها فشلت في قهر كاستروجوفاني (إنا حاليًا، حيث توفي فيمي) وتراجعت مرة أخرى إلى مازارا. وصلت في عام 830 تعزيزات قوية بلغت 30,000 من القوات الأفريقية والإسبانية. هزم المسلمون الإسبان القائد البيزنطي تيودوتوس في يوليو وأغسطس من ذلك العام، ولكن الطاعون أجبرهم مرة أخرى على العودة إلى مازارا ثم إلى أفريقيا. نجحت الوحدات البربرية الأفريقية التي كانت قد أرسلت لمحاصرة باليرمو في الاستيلاء عليها بعد حصار دام عامًا كاملًا في سبتمبر 831. وأصبحت باليرمو، والتي أعيدت تسميتها بالمدينة، عاصمة صقلية المسلمة.

#### أبو فهر محمد بن عبد الله التميمي
في فبراير 832، بعث زيادة الله بابن عمه أبو فهر محمد بن عبد الله إلى الجزيرة، وعينه واليًا عليها. هزم البيزنطيون في أوائل 834 ووصلت قواته في السنة التالية حتى تاورمينا. استمرت الحرب لسنوات عدة مع انتصارات أغالبية طفيفة بينما قاوم البيزنطيون في معاقلهم في تشفالو وكاستروجوفاني. وصلت الجزيرة تعزيزات من الأمير الجديد أبو عفان الأغلب واحتلت بلاتاني وكالتابيلوتا وكورليوني ومارينيو وجيراتشي، مما منح المسلمين السيطرة على كامل غرب صقلية.
في 836، ساعدت سفن المسلمين حليفها أندرو الثاني من نابولي عندما كان محاصرًا من قبل قوات بينيفينتو،  وبمساعدة من نابولي سقطت ميسينا أيضًا في 842. أما في 845، فخضعت موديكا، وعانى البيزنطيون من هزيمة ساحقة بالقرب من بوتيرا فقدوا فيها حوالي 10,000 رجل. فتحت لنتيني في 846 وتلتها في راغوزا 848.

#### عباس بن الفضل
في 851، توفي الحاكم والقائد إبراهيم بن عبد الله بن الأغلب، والذي نال تقديرًا كبيرًا من رعاياه البلرميين والصقليين لا سيما بالمقارنة مع الوضع البيزنطي السابق. خلفه عباس بن الفضل فاتح بوتيرا. بدأ ابن الفضل حملة ضد الأراضي التي لا زالت في أيدي البيزنطيين، واستولى على بوتيرا وغاليانو وتشفالو والأهم من ذلك كله كاستروجوفاني (شتاء 859). أعدم جميع الناجين المسيحيين من تلك القلعة، وبيع الأطفال والنساء عبيدًا في باليرمو. دفع سقوط القلعة الأهم في الجزيرة بالإمبراطور لإرسال جيش كبير في 859-860، ولكن ابن الفضل نجح في هزيمة هذا الجيش والأسطول الذي جلبه. دفعت تعزيزات البيزنطيين العديد من المدن الخاضعة للمسلمين إلى التمرد مما حذا بابن الفضل لتكريس سنتي 860-861 للحد منها. توفي عباس بن الفضل في 861، وحل محله عمه أحمد بن يعقوب، ومن فبراير 862، عبد الله بن عباس بن الفضل. استبدل الأغالبة الأخير بخفاجة بن سفيان، الذي استولى على نوتو وشيكلي وتروينا.

#### جعفر بن محمد

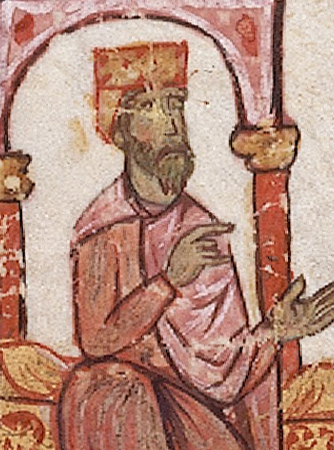
باسل الأول

في صيف عام 868، هزم البيزنطيون لأول مرة بالقرب من سرقوسة. استؤنفت المعارك في مطلع صيف 877 قبل الوالي الجديد جعفر بن محمد التميمي الذي حاصر سرقوسة. سقطت المدينة في 21 مايو 878. احتفظ البيزنطيون حينها بشريط قصير من الساحل حول تاورمينا بينما هاجم الأسطول المسلم اليونان ومالطا إلا أنه دمر في معركة بحرية في 880. بدا بعدها لحين من الوقت أن البيزنطيين سيستعيدون صقلية، ولكن الانتصارات الإسلامية الجديدة على الأرض مكنت سلطانهم، كما قضي على تمرد في باليرمو ضد حاكمها سوادة بن محمد في 887.
شجعت وفاة الإمبراطور باسيل الأول في 886 المسلمين على مهاجمة قلورية حيث هزموا الجيش الإمبراطوري في صيف 888. أعقب ذلك النصر ثورتان داخليتان بحلول 890 نتيجة للخلاف بين العرب والأمازيغ. أرسل أبو إسحاق إبراهيم بن أحمد في 892 أميرًا من أفريقية للسيطرة على باليرمو ولكنه صد عن المدينة مرة أخرى بعد بضعة أشهر. لم يلن الأمير وأرسل جيشًا قويًا آخر إلى صقلية بقيادة ابنه أبا العباس عبد الله في عام 900. هزم الصقليون في تراباني (22 أغسطس) وخارج باليرمو (8 سبتمبر)، حيث سقطت المدينة الأخيرة بعد عشرة أيام. انتقل أبو العباس للسيطرة على المعاقل البيزنطية المتبقية، كما ضم ريدجو كالابريا في البر الرئيسي في 10 يونيو 901.
عندما أجبر إبراهيم على التنازل عن العرش في تونس، قرر أن يقود العمليات شخصيًا في جنوب إيطاليا. سقطت بيده تاورمينا آخر معقل بيزنطي رئيسي في صقلية في 1 أغسطس 902. فتحت ميسينا ومدن أخرى أبوابها لتجنب عواقب المقاومة. سار جيش إبراهيم أيضًا نحو جنوب قلورية وحاصر كوزنسا. توفي إبراهيم بالزحار يوم 24 أكتوبر. أوقف حفيده الحملة العسكرية وعاد إلى صقلية.

### صقلية الأغالبية (827-909)
عند هذه النقطة، كانت صقلية كلها تقريبًا تحت سيطرة الأغالبة باستثناء بعض المناطق الداخلية الوعرة. ازداد عدد سكان الجزيرة نتيجة هجرة المسلمين من أفريقيا وآسيا وإسبانيا، كما تركز الأمازيغ في معظمهم في جنوب الجزيرة. كان لأمير باليرمو تسمية حكام المدن الرئيسية (قضاة) والمدن الأخرى الأقل أهمية (حكام) إضافة إلى غيرهم من الموظفين. كان لكل مدينة مجلس يضم أبرز أعضاء المجتمع المحلي، والذين عهد لهم رعاية الأشغال العامة والنظام في المجتمع. اختار بعض الصقليين الإسلام بينما عاش آخرون كأهل ذمة في ظل الدولة الإسلامية.
بدأ المسلمون إصلاحات في الأراضي زادت الإنتاجية وشجعت نمو الحيازات الصغيرة على حساب العقارات الكبرى. كما حسن المسلمون نظم الري الجزيرة. بلغ سكان باليرمو حوالي 300,000 نسمة في القرن العاشر مما جعلها المدينة الأكثر اكتظاظًا بالسكان في إيطاليا حينها. قدم ابن حوقل وصفًا للمدينة، وهو تاجر بغدادي زار صقلية في عام 950. برزت ضاحية مسورة دعيت القصر («الكاسر» حاليًا وهي قلعة المدينة) كانت ولا تزال مركز باليرمو، بينما كان مسجد المدينة الكبير في موقع الكاتدرائية الرومانية اللاحقة. أما ضاحية الخالصة («كالسا») فضمت قصر السلطان والحمامات ومسجدًا ومكاتب حكومية وسجنًا. عد ابن حوقل 7,000 جزار يتداولون في 150 محل تجاري.

### صقلية الفاطمية (909-965)
في 909، استبدل الأغالبة بالفاطميين. بعد ذلك بأربع سنوات، أطيح بالحاكم الفاطمي من باليرمو عندما أعلنت الجزيرة استقلالها تحت إمرة الأمير أحمد بن كهرب. كانت أولى أعماله حصار تاورمينا الفاشل والتي أعاد سكانها بنائها؛ لاقى الأمير نجاحًا أكبر في 914 عندما قام أسطول صقلي بقيادة ابنه محمد بتدمير الأسطول الفاطمي الذي أرسل لاسترداد الجزيرة. في السنة التالية، أدى تدمير أسطول آخر أرسل إلى قلورية والاضطرابات الناجمة عن إصلاحات كهرب إلى تمرد الأمازيغ.
ألقى الأمازيغ القبض على ابن كهرب وشنقوه زعمًا باسم الخليفة الفاطمي المهدي على أمل أن تترك لهم حرية حكم صقلية. إلا أن المهدي أرسل بدلًا من ذلك جيشًا سيطر على باليرمو في 917. حكم الجزيرة أمير فاطمي على مدى السنوات العشرين التالية. في 937، تمرد أمازيغ أغريجنتو مرة أخرى ولكن بعد نجاحهم في مواجهتين هزموا هزيمة حاسمة على أبواب باليرمو. أرسل الخليفة الجديد القائم جيشًا لحصار أغريجنتو مرتين حتى سقطت في 20 نوفمبر 940. قمعت الثورة تمامًا في 941 حيث بيع العديد من السجناء كعبيد، بينما تباهى حاكم الجزيرة خليل بقتل 600,000 شخص في حملاته.

### إمارة صقلية المستقلة (965-1091)

جنوب إيطاليا قرب نهاية الألفية الأولى وتظهر إمارة بني كلب قبل انهيارها

بعد قمع ثورة أخرى في 948، سمى الخليفة الفاطمي إسماعيل المنصور حسن الكلبي أميرًا على الجزيرة. تحول حكم الجزيرة تحت إمرته وراثيًا وأصبحت الجزيرة مستقلة بحكم الواقع عن الحكومة الفاطمية. في 950، شن الكلبي حربًا ضد البيزنطيين في جنوب إيطاليا حيث وصل إلى غيراتشي وكاسانو ألو إيونيو. أسفرت حملة أخرى في قلورية عام 952 عن هزيمة الجيش البيزنطي وحوصرت غيراتشي مرة أخرى، ولكن في النهاية اضطر الإمبراطور قسطنطين السابع لقبول أن تدفع المدن في كالابريا جزية إلى صقلية.
في 956، استعاد البيزنطيون ريدجو وغزوا صقلية. وقعت هدنة عام 960. بعد ذلك بعامين قمع تمرد في تاورمينا، إلا أن مقاومة سكان راميتا دفعت بالإمبراطور نيكوفوروس الثاني فوكاس لإرسال جيش قوامه 40,000 من الأرمن والتراقيين والسلاف بقيادة ابن أخيه مانويل الذي سيطر على ميسينا في أكتوبر 964. في 25 أكتوبر، أسفرت معركة شرسة بين البيزنطيين والكلبيين عن هزيمة البيزنطيين ومقتل مانويل إلى جانب 10,000 من رجاله في المعركة.

جنوب إيطاليا 1084 يظهر بقايا إمارة الكلبيين، التي تنازع عليها عدة حكام قبل أن يغزوها النورمان

أطلق الأمير الجديد أبو القاسم (964-982) سلسلة من الهجمات ضد قلورية (كالابريا) في عقد 970، بينما هاجم الأسطول بإمرة شقيقه سواحل بوليا واستولى على بعض المعاقل. انشغل البيزنطيون في حروب ضد الفاطميين في سوريا والبلغار في مقدونيا، مما دفع بالإمبراطور الألماني أوتو الثاني إلى التدخل، حيث تحالف مع اللومبارد إلا أن جيشهم هزم في معركة ستيلو (982). رغم ذلك، شهدت المعركة مقتل القاسم نفسه بينما قام ابنه جابر الكلبي بالتراجع إلى صقلية بحكمة دون كي لا يضيع النصر.
بلغت الإمارة ذروتها الثقافية تحت حكم الأميرين جعفر (983-985) ويوسف الكلبي (990-998) وكلاهما من رعاة الفنون. بينما كان نجل الأخير جعفر حاكمًا قاسيًا وعنيفًا طرد الأمازيغ من الجزيرة بعد فشل تمردهم ضده. في 1019، نجحت انتفاضة أخرى في باليرمو ونفي جعفر إلى أفريقية واستبدل بأخيه الأكحل (1019-1037).
نجح الأكحل بدعم من الفاطميين في هزيمة حملتين بيزنطيتين في عامي 1026 و1031. تسببت محاولته في فرض ضريبة ثقيلة لدفع أجور مرتزقته في حرب أهلية. طلب الأكحل معونة البيزنطيين، بينما استعان شقيقه أبو حفص - زعيم المتمردين - بقوات من الأمير الزيري أفريقية، المعز لدين الله بن باديس، والتي كانت بقيادة ابنه عبد الله.

### التراجع (1037-1061) والغزو النورماني لصقلية (1061-1091)

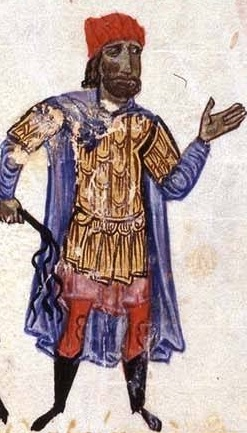
جورج مانياكيس

في 1038، عبر الجيش البيزنطي بقيادة جورج مانياكيس مضيق ميسينا. ضم جيشه نورمانًا حاربوا في الاشتباك الأول ضد المسلمين في ميسينا. بعد انتصار حاسم آخر في صيف عام 1040، أوقف مانياكيس مسيرته لمحاصرة سرقوسة. على الرغم من استيلائه عليها، إلا أنه عزل من منصبه، وتلا ذلك هجوم مسلم مضاد استعاد كل المدن التي استولى عليها البيزنطيون.
غزا روبرت جيسكارد النورماني - نجل تانكريد - صقلية في 1060. انقسمت الجزيرة بين ثلاثة أمراء عرب، بينما ثارت غالبية السكان المسيحيين على الحكام المسلمين. بعد عام سقطت ميسينا وفي 1072 سيطر النورمان على باليرمو. وجه فقدان المدينتين ومينائيهما الهامين ضربة قاسية إلى الحكم الإسلامي في الجزيرة. في نهاية المطاف سيطر النورمان على كامل الجزيرة، حيث سقطت نوتو ومالطة في 1091 وهما آخر معاقل المسلمين.
اتخذت تدابير قمعية عديدة من قبل فريدريك الثاني لإرضاء البابوات الذين كانوا متعصبين ضد وجود الإسلام في قلب العالم المسيحي. أدى هذا إلى تمرد المسلمين في صقلية،  والذي أدى بدوره إلى قمع منظم وانتقام منهجي،  مما وضع علامة على الفصل الأخير لوجود الإسلام في صقلية. ميزت مسألة المسلمين حكم هوهنشتاوفن في جزيرة صقلية تحت هنري السادس وابنه فريدريك الثاني. ضاع الإسلام في صقلية بحلول أواخر عقد 1240 عندما جرى الترحيل النهائي إلى لوتشرا.

## المسلمون في البر الإيطالي

### إمارة باري (847-871)

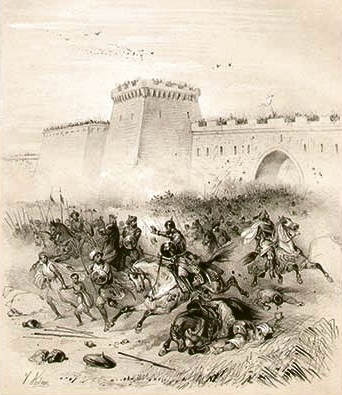
سقوط باري على يد قوة مشتركة بيزنطية فرانكولومباردية في 871 بقيادة لويس الثاني ملك إيطاليا.

سيطر جيش مسلم على مدينة باري في بوليا في جنوب إيطاليا في عام 847 وبقيت تحت السيطرة الإسلامية على مدى السنوات الخمس وعشرين التالية. أصبحت عاصمة لدولة إسلامية مستقلة صغيرة يحكمها أمير ولها مسجدها. كان أول من حكم باري خلفون والذي قدم على الأرجح من صقلية. بعد وفاته عام 852، خلفه مفرق بن سلام الذي عزز الفتح الإسلامي ووسع حدود الإمارة. كما طلب اعترافًا رسميًا من والي الخليفة العباسي المتوكل على مصر. بعد مقتل بن سلام عام 857 خلفه سودان أمير باري. غزا سودان أراضي دوقية بينيفينتو اللومبادرية وأجبر دوقها أدلكيس على دفع الجزية. في 864، نال مفرق اعتراف والي مصر. زينت المدينة بمسجد وقصور وعدة مبان عامة.

### لاتيوم وكامبانيا
هيمنت السفن الإسلامية على البحر التيراني طوال القرن التاسع. أغارت تلك السفن على السواحل الإيطالية في هجمات كر وفر ضد مدن أمالفي وجيتا ونابولي وساليرنو. خلال هذه الفترة، بدأت تلك المدن حماية نفسها وإنشاء دفاعاتها الخاصة، وانفصلت دوقيتا جيتا وأمالفي عن دوقية نابولي. تنازعت الدوقيات الإيطالية في كامبانيا فيما بينها متحالفة مع الأساطيل الإسلامية ضد بعضها البعض، مما أثار استياء البابوية. كانت نابولي أول من جلب المقاتلين المسلمين إلى البر الإيطالي بطلب من أندرو الثاني دوق نابولي عندما استأجر خدماتهم خلال حربه مع سيكارد أمير بينيفينتو في 836. رد سيكارد باستئجار مرتزقة مسلمين وسرعان ما تحول هذا الأمر تقليدًا في الجنوب الإيطالي.

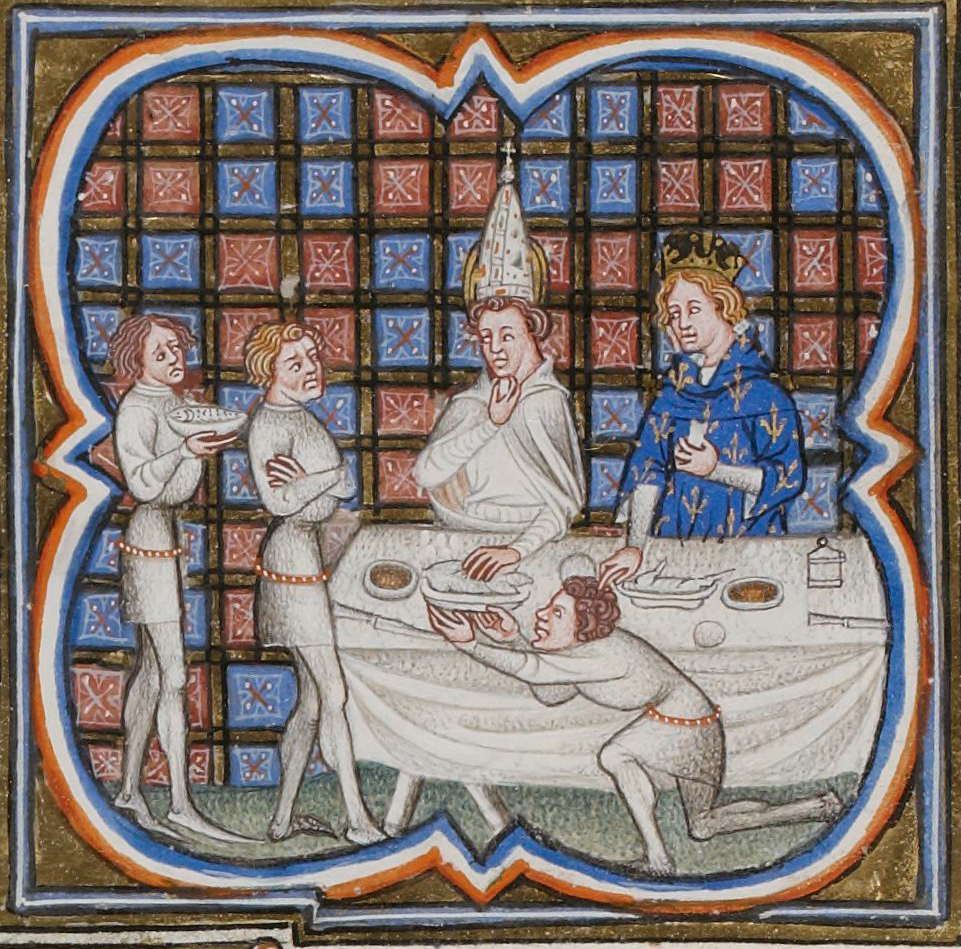
البابا يوحنا الثامن

في 880 أو 881، ألغى البابا يوحنا الثامن، الذي شجع سياسة نشطة ضد الغزوات الإسلامية البحرية، منح ترايتو لدوسيبيليس الأول من جيتا وأعطاها بدلًا من ذلك إلى باندينولف من كابوا. ذكرت باتريشيا سكينر:

بدأ باندينولف بمهاجمة أراضي جيتا، وانتقامًا من البابا أطلق دوسيبيليس العنان لمجموعة من العرب من أغروبولي قرب ساليرنو على المنطقة المحيطة بفوندي.
«امتلئ البابا بالعار» وأعاد ترايتو لدوسيبيليس بدا أن اتفاقهما قد أشعل هجومًا مسلمًا على جيتا نفسها، والذي قتل فيه العديد من سكان المدينة أو أسروا. في النهاية تمت استعادة السلام وأقام المسلمون مستوطنة دائمة على مصب نهر غاريليانو.

أصبح المخيم المسلم في مينتورنو (في لاتسيو حاليًا) على نهر غاريليانو شوكة دائمة في خاصرة البابوية والذي أرسل العديد من الحملات للتخلص منهم. في 915، نظم البابا يوحنا العاشر تحالفًا بين القوى الكبرى في الجنوب، بما في ذلك جيتا ونابولي والأمراء اللومبارد والبيزنطيين، بينما لم يلق الأمالفيون للأمر بالًا. نجحت البابوية في معركة غاريليانو في تدمير المعسكر المسلم، وانتهى الوجود الإسلامي الدائم في لاتسيو أو كامبانيا؛ على الرغم من استمرار الغارات البحرية لقرن آخر.
تعرضت دير فارفا في 897 لغارة من قبل «المسلمين»، الذين استخدموها ثكنة حتى دمرت بحريق بطريق الخطأ في 898.

### غزو أوترانتو
في 1480، غزا أسطول عثماني مدينة أوترانتو، حيث نزل الجيش قرب المدينة واستولى عليها وعلى قلعتها. نادى البابا سيكستوس الرابع لحملة صليبية، حيث جمع فرديناندو الأول ملك نابولي قوة كبيرة ضمت قوات تابعة لماتياس كورفينوس ملك المجر، على الرغم من كثرة الخلافات الإيطالية الداخلية في ذلك الحين. دارت المعركة في 1481 وانتهت بنصر نابولي حاسم واستعادة أوترانتو.
في 1537، حاول القائد خير الدين بربروس مرة أخرى غزو أوترانتو وحصن كاسترو، ولكن العثمانيين طردوا في نهاية المطاف من المدينة.

## النفوذ والإرث العربي والإسلامي

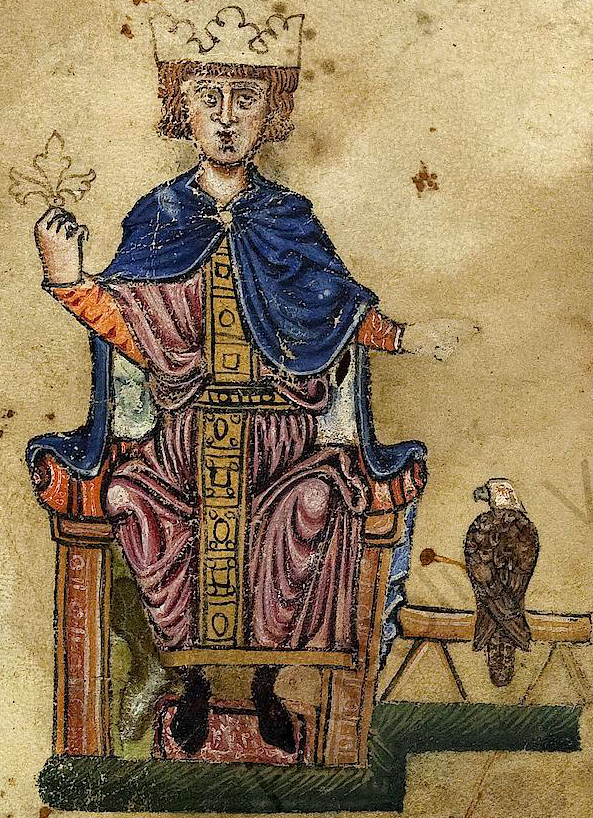
فريدريك الثاني

استمر الفن والعلم الإسلاميين في تأثيرهما الكبير في صقلية خلال القرنين التاليين لسقوط صقلية. قيل أن فريدريك الثاني الإمبراطور الروماني المقدس وملك صقلية في بدايات القرن الثالث عشر تحدث اللغة العربية (فضلًا عن اللاتينية والصقلية والألمانية والفرنسية واليونانية) وكان له عدة وزراء مسلمين.
لا يزال تراث اللغة العربية جليًا في العديد من الكلمات في اللغة الصقلية. كما أن الفترة الإسلامية خلفت تسمياتها لبعض الأماكن في صقلية، على سبيل المثال "Calata" أو "Calta-" من اللغة العربية وتعني قلعة.
كذلك كشفت دراسة جينية في عام 2009 مساهمة وراثية صغيرة لكنها ذات دلالة إحصائية لجينات شمال غرب إفريقيا بين السكان قرب مدينة لوتشيرا اليوم. خلال سبعينيات القرن الماضي، أدى ازدهار الاقتصاد الإيطالي إلى جلب مهاجرين من الأردن وسوريا وفلسطين إلى المنطقة.